# Liselotte Pulver

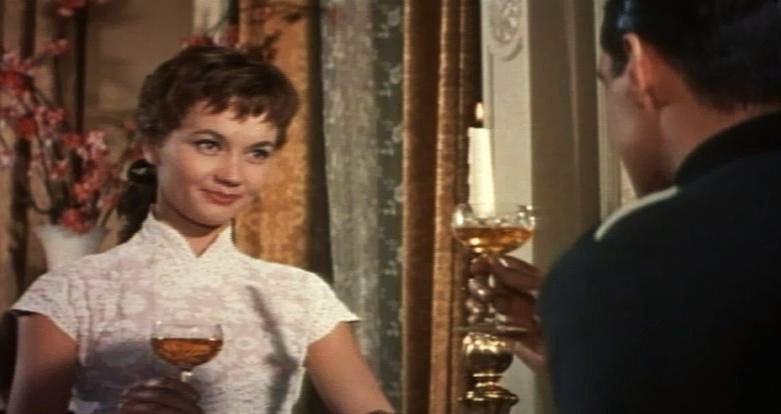
Met John Gavin in A Time to Love and a Time to Die (1958)

Liselotte Pulver (Bern, 11 oktober 1929) is een Zwitserse actrice.

## Jeugd en opleiding
Liselotte Pulver werd geboren als dochter van de cultuuringenieur Fritz Eugen Pulver en zijn vrouw Germaine. Ze had een broer, genaamd Eugen Emanuel (1925 – 2016) en heeft een zus, genaamd Corinne, die later journaliste werd. 
Vanaf 1945 bezocht ze de handelsschool en werkte na het behalen van het diploma in 1948 als model. Naar haar eigen zeggen was een ongelukkige liefde voor een chirurg uit Bern de inspiratie om haar geluk als actrice te beproeven bij de Schauspielschule Bern (tegenwoordig Hochschule der Künste Bern), nadat ze eerder onderricht genomen had bij Margarethe Noé von Nordberg, de moeder van Maximilian, Maria, Carl en Immy Schell. Ze speelde bij het Stadttheater Bern aanvankelijk kleine rollen en daarna de hoofdrol (als Maria) in Clavigo. Daarna werd ze gecontracteerd door het Schauspielhaus Zürich voor onder andere Faust II. 
Ze debuteerde in de film Föhn met Hans Albers en werd door Ilse Alexander en Elli Silman gecontracteerd. Spoedig werd ze voor vrijpostige vrouwenrollen à la Audrey Hepburn gevraagd.

## Carrière
In het Duitstalige taalgebied werd ze bekend door de rol van Vreneli in de verfilmingen van de romans van Jeremias Gotthelf in Uli der Knecht en Uli der Pächter. Vanaf medio jaren 1950 groeide ze in Duitsland uit tot publiekslieveling met Der letzte Sommer, Ich denke oft an Piroschka, Die Zürcher Verlobung en Das Wirtshaus im Spessart. In 1960 speelde ze in de film Das Glas Wasser van Helmut Käutner aan de zijde van Gustaf Gründgens. In de jaren 1950 en 1960 telde ze tot de populairste vertolkers van de Duitstalige bioscoop.
In 1958 werd ze internationaal bekend dankzij haar hoofdrol in de oorlogsfilm A Time to Love and a Time to Die (Douglas Sirks verfilming van Erich Maria Remarques roman Zeit zu leben und Zeit zu sterben) en dankzij haar rol in de komedie One, Two, Three (1961) van Billy Wilder. Daarin speelde ze het blondje Fraülein Ingeborg dat Sovjet-agenten het hoofd op hol brengt door in een gespikkelde jurk op een tafel te dansen op de muziek van Aram Chatsjatoerjans Sabeldans. Internationale bekendheid kreeg ze ook door een uitnodiging in 1961 voor de wedstrijdjury van het Filmfestival van Cannes. In 1964 werd ze voor haar rol van Sonya in de filmkomedie A Global Affair genomineerd voor een Golden Globe-Award voor beste vrouwelijke bijrol.
Liselotte Pulver stond ook in enkele Franse producties voor de camera, onder meer in de tragikomedie Le Joueur (aan de zijde van Gérard Philipe, 1958), twee keer aan de zijde van Jean Gabin, in de komedies Monsieur (1964) en Le Jardinier d’Argenteuil (1966), en in de avonturenfilm Le gentleman de Cocody (aan de zijde van Jean Marais, 1965). Haar subtielste rol vertolkte ze in de door Jacques Rivette geregisseerde film La religieuse (1966), waarin ze als abdis verliefd wordt op een van haar beschermelingen (Anna Karina). Karakteristiek voor haar persoon is haar buitengewoon en hartelijk lachen, dat haar handelsmerk is geworden.
Vanaf de jaren 1970 was Pulver nog slechts zelden te zien op het grote scherm, maar ook haar tv-optredens minderden sterk. Een kleine comeback maakte ze van 1978 tot 1985 als Lilo in de kindertelevisie in de gespeelde Duitse kaderactiviteit van de Sesamstraat van de NDR. Ze was nog te zien in enkele tv-producties en bioscoopfilms, totdat ze in 2007 in de remake Die Zürcher Verlobung – Drehbuch zur Liebe in een cameo-rol de tot dusver laatste maal voor de camera stond. In 2012 maakte ze bekend dat ze geen rollen meer spelen wilde.

## Publicaties
In haar autobiografie uit 1993 … wenn man trotzdem lacht betreurde Pulver de annuleringen van veelbelovende aanbiedingen van internationale producties, waaronder Ben Hur, El Cid en Le Gendarme de Saint-Tropez wegens gezondheidsklachten. Ze heeft meerdere autobiografische boeken gepubliceerd. In 1977 verscheen onder de titel Ich lach', was soll ich weinen ook een lp met twaalf nieuwe opnamen van haar filmsongs en andere liederen.

## Privéleven
Pulver was van 1961 tot aan zijn dood in 1992 getrouwd met de acteur Helmut Schmid, met wie ze ook speelde in Gustav Adolfs Page, Kohlhiesels Töchter en One, Two, Three. Uit dit huwelijk stamden de twee kinderen Marc-Tell (1962) en Melisande (1968-1989), die zich op 6 juni 1989 van het Berner Münsterplattform stortte. De journaliste Corinne Pulver, de oudste zus, publiceerde in 1993 met Melindas Tod een boek over haar nicht. Pulvers (nog geblokkeerde) nalatenschap bevindt zich in de Burgerbibliotheek Bern.

## Onderscheidingen
- 1956: Ostende Prix Femina voor Der letzte Sommer en Ich denke oft an Piroschka
- 1958: Deutscher Filmpreis – Zilveren Filmband als beste hoofdrolvertolkster voor Das Wirtshaus im Spessart
- 1960, 1961, 1963, 1966, 1968: Bronzen Bravo Otto
- 1963: Golden-Globe-nominatie voor A Global Affair
- 1963: Bambi
- 1964: Bambi
- 1964: Zilveren Bravo Otto
- 1965: Bambi
- 1967: Bambi
- 1967: Zilveren Bravo Otto
- 1968: Bambi
- 1980: Deutscher Filmpreis – Filmband in Gold
- 1986: Verdienstordens der Bundesrepublik Deutschland
- 1990: Bambi
- 1996: Platin Romy
- 1998: Bayerischer Verdienstorden
- 1999: Bayerischer Filmpreis voor haar levenswerk
- 2007: Goldene Kamera voor haar levenswerk
- 2008: Schweizer Fernsehpreis – Lifetime-Award
- 2011: Ster op de Boulevard der Stars in Berlin
- 2011: SwissAward – Lifetime Award voor haar levenswerk

## Filmografie

### Bioscoopfilms
- 1949: Ein Seemann ist kein Schneemann (Swiss Tour)
- 1950: Föhn
- 1951: Heidelberger Romanze
- 1952: Klettermaxe
- 1952: Fritz und Friederike
- 1953: Hab’ Sonne im Herzen
- 1953: Von Liebe reden wir später
- 1953: Das Nachtgespenst
- 1953: Ich und Du
- 1954: Männer im gefährlichen Alter
- 1954: Schule für Eheglück
- 1954: Uli der Knecht
- 1954: Der letzte Sommer
- 1955: Griff nach den Sternen
- 1955: Hanussen
- 1955: Uli der Pächter
- 1955: Ich denke oft an Piroschka (Kurt Hoffmann)
- 1956: Heute heiratet mein Mann
- 1957: Les Aventures d’Arsène Lupin (Jacques Becker)
- 1957: Die Zürcher Verlobung (Helmut Käutner)
- 1957: Bekenntnisse des Hochstaplers Felix Krull
- 1958: Das Wirtshaus im Spessart
- 1958: A Time to Love and a Time to Die (Douglas Sirk)
- 1958: Le Joueur (Claude Autant-Lara)
- 1958: Helden
- 1959: Das schöne Abenteuer
- 1959: Buddenbrooks 1. Teil
- 1959: Buddenbrooks 2. Teil
- 1960: Das Glas Wasser (Helmut Käutner)
- 1960: Das Spukschloss im Spessart
- 1960: Gustav Adolfs Page
- 1961: La Fayette (Jean Dréville)
- 1961: One, Two, Three (Billy Wilder)
- 1962: Maléfices (Henri Decoin)
- 1962: Kohlhiesels Töchter (Axel von Ambesser)
- 1963: Frühstück im Doppelbett
- 1963: Ein fast anständiges Mädchen
- 1964: A Global Affair (Jack Arnold)
- 1964: Monsieur (Jean-Paul Le Chanois)
- 1965: Dr. med. Hiob Prätorius
- 1965: Le gentleman de Cocody (Christian-Jaque)
- 1966: Hokuspokus oder: Wie lasse ich meinen Mann verschwinden…?
- 1966: La Religieuse (Jacques Rivette)
- 1966: Le Jardinier d’Argenteuil (Jean-Paul Le Chanois)
- 1967: Herrliche Zeiten im Spessart
- 1969: This is Your Captain Speaking (korte film)
- 1969: Die Hochzeitsreise
- 1972: Le Trefle à cinq feuilles (Edmond Freess)
- 1975: Orpheus in der Unterwelt (tv)
- 1975: Monika und die Sechzehnjährigen
- 1979: Brot und Steine
- 1996: Das Superweib
- 2002: Charlie Chaplin – Die vergessenen Jahre (Dokumentaire)

### Televisie
- 1954: Unsere kleine Stadt
- 1956: Smaragden-Geschichte
- 1956: Jeanne oder Die Lerche
- 1966: Der Regenmacher
- 1969: Pistolen-Jenny
- 1970: Die Baumwollpflücker
- 1971: Timo
- 1971: Orpheus in der Unterwelt
- 1972: Hoopers letzte Jagd
- 1972: Die Glückspirale
- 1977: Café Hungaria: Werden Sie meine Witwe
- 1978–1985: Sesamstraße
- 1978: Der Alte: Ein Koffer
- 1979: Noch ’ne Oper
- 1982: Jeden Mittwoch
- 1986: Die Geheimschublade
- 1989: Mit Leib und Seele
- 1994: Weihnachtsfest mit Hindernissen
- 1996: Alles gelogen
- 2004: René Deltgen – Der sanfte Rebell
- 2007: Die Zürcher Verlobung – Drehbuch zur Liebe

## Discografie (selectie)

### Muziekopnamen
- 1958: Das Wirtshaus im Spessart, Original Soundtrack, Electrola 7 EGW 8467 (ep)
- 1960: Chansons aus Das Glas Wasser, Amiga 5 40 213 (ep)
- 1962: Jedes Töpfchen find´t sein Deckelchen / Bübchen, mein Bübchen, Electrola E 22364 (Single)
- 1977: Ich lach, was soll ich weinen, Decca (lp)

### Luisterboeken en hoorspelen
- 1959: Peter und der Wolf.
- 1960: Minna von Barnhelm oder Das Soldatenglück. (lp), Liselotte Pulver in de titelrol
- 1978: Mary Poppins, Karussell (lp)
- 1982: Kasperle-Theater Nr. 1 + 2, Tudor (lp)

## Autobiografieën
- Die Lachstory. Droemer-Knaur, Zürich 1974, ISBN 3-85886-036-0 (samen met Corinne Pulver).
- ... wenn man trotzdem lacht. Tagebuch meines Lebens. Ullstein, Frankfurt am Main en Berlijn 1993, ISBN 3-548-22918-2.
- Bleib doch noch ein bisschen. Langen Müller, München 1996, ISBN 3-7844-2546-1 (aktueel onder ISBN 3-548-35771-7).
- Meine Wunder dauern etwas länger. Geschichten und Bilder aus meinem Leben. Langen Müller, München 2000, ISBN 3-7844-2744-8.
- Das Geheimnis meines Lachens. Langen Müller, München 2004, ISBN 3-7844-2969-6.
- Dem Leben ins Gesicht gelacht. Hoffmann en Campe, Hamburg 2016, ISBN 978-3-455-85176-2 (gesprekken met Olaf Köhne en Peter Käfferlein).

- Bibsys: 4020342
- Biblioteca Nacional de España: XX4806386
- Bibliothèque nationale de France: cb13898723b (data)
- Gemeinsame Normdatei: 118597140
- Historisch woordenboek van Zwitserland: 009220
- International Standard Name Identifier: 0000 0001 2123 2271
- Library of Congress Control Number: n91022263
- MusicBrainz: e011dc7e-1712-4c0e-8d49-341ba65e1b3e
- Nationale Bibliotheek van Tsjechië: pna2010572208
- Nationale Bibliotheek van Israël: 987007350586505171
- Système universitaire de documentation: 087519704
- Theaterlexikon der Schweiz: Lilo_Pulver
- Virtual International Authority File: 19866608
- WorldCat: E39PBJcGmPRfjmCwJFMkRhVV4q